# Metal Resistance
Metal Resistance è il secondo album in studio del gruppo musicale giapponese Babymetal, pubblicato nel 2016.

## Tracce
1. Road of Resistance – 5:18
2. Karate – 4:23
3. Awadama Fever (あわだまフィーバー) – 4:13
4. Yava! (ヤバッ!) – 3:48
5. Amore (Amore -蒼星-) – 4:39
6. Meta Taro (META! メタ太郎) – 4:06
7. Syncopation (シンコペーション) – 4:07
8. GJ! – 2:56
9. Sis. Anger – 3:45
10. No Rain, No Rainbow (NO RAIN, NO RAINBOW) – 4:50
11. Tales of the Destinies – 5:35
12. The One – 6:29

## Formazione
- Su-metal
- Yuimetal
- Moametal